# Ga Wat Samian Nari
Ga Wat Samian Nari (tiếng Thái: สถานีวัดเสมียนนารี) là ga đường sắt ở quận Chatuchak, Bangkok. Nó phục vụ cho Tuyến SRT Đỏ Đậm. Nó nằm đối diện đền Wat Samian Nari.

## Lịch sử
Trong quá khứ, nhà ga Wat Samian Nari nằm trên Tuyến Bắc và Tuyến Đông Bắc thuộc Đường sắt quốc gia Thái Lan. Tuy nhiên, nó đã đóng cửa trước năm 2000. Một nhà ga mới trên cao đã được xây dựng và mở cửa ngày 2 tháng 8 năm 2021, cùng với sự mở cửa của Tuyến SRT Đỏ Đậm.